# Зідан Сертдемір
Батуха́н Зіда́н Сертдемі́р (дан. Batuhan Zidan Sertdemir; нар. 4 лютого 2005) — данський футболіст, півзахисник клубу «Норшелланн».

## Клубна кар'єра
Виступав за юнацьку команду «Брондбю», а у віці 12 років приєднався до академії «Норшелланна».

### «Баєр 04»
15 червня 2021 року перейшов в німецький клуб «Баєр 04», підписавши трирічний контракт. 7 листопада 2021 року дебютував в основному складі «Баєра 04» в матчі німецької Бундесліги проти «Герти», вийшовши на заміну Аміну Адлі. Таким чином у віці 16 років і 276 днів став наймолодшим гравцем в історії клубу, перевершивши досягнення Ікера Браво (16 років і 298 днів), який дебютував раніше у тій ж грі. Окрім цього став другим наймолодшим футболістом в історії Бундесліги після Юссуфи Мукоко (16 років і 1 день).
28 вересня 2022 року англійська газета The Guardian назвала його одним з 60-ти найкращих футболістів світу 2005 року народження.

### «Норшелланн»
31 січня 2023 року повернувся в «Норшелланн», підписавши з клубом повноцінний контракт. 6 серпня 2023 року дебютував в основному складі «Норшелланна» в матчі Суперліги проти «Брондбю», замінивши Єппе Тверскова. 18 серпня в поєдинку кваліфікації Ліги конференцій УЄФА проти румунського клубу «Стяуа» дебютував у єврокубках.
26 лютого 2025 року в матчі Суперліги проти «Ольборга» забив свій перший гол у професіональній кар'єрі.

## Кар'єра в збірній
Народився у Данії в родині вихідців з Туреччини. Виступав за збірні Данії до 16, до 17, до 19 і до 20 років.

## Статистика виступів
Станом на 10 серпня 2025 
| Клуб              | Сезон             | Чемпіонат         | Чемпіонат | Чемпіонат | Кубок | Кубок | Єврокубки | Єврокубки | Інші  | Інші | Всього | Всього | Всього |
| Клуб              | Сезон             | Дивізіон          | Матчі     | Голи      | Матчі | Голи  | Матчі     | Голи      | Матчі | Голи | Матчі  | Голи   |        |
| ----------------- | ----------------- | ----------------- | --------- | --------- | ----- | ----- | --------- | --------- | ----- | ---- | ------ | ------ | ------ |
| Баєр 04           | 2021–22           | Бундесліга        | 3         | 0         | 0     | 0     | 0         | 0         | —     | —    | 3      | 0      |        |
| Баєр 04           | 2022–23           | Бундесліга        | 0         | 0         | 0     | 0     | 0         | 0         | —     | —    | 0      | 0      |        |
| Баєр 04           | Всього            | Всього            | 3         | 0         | 0     | 0     | 0         | 0         | 0     | 0    | 3      | 0      |        |
| Норшелланн        | 2023–24           | Суперліга         | 13        | 0         | 3     | 0     | 5         | 0         | —     | —    | 21     | 0      |        |
| Норшелланн        | 2024–25           | Суперліга         | 31        | 1         | 2     | 0     | —         | —         | —     | —    | 33     | 1      |        |
| Норшелланн        | 2025–26           | Суперліга         | 2         | 0         | 0     | 0     | —         | —         | —     | —    | 2      | 0      |        |
| Норшелланн        | Всього            | Всього            | 46        | 1         | 5     | 0     | 5         | 0         | 0     | 0    | 56     | 1      |        |
| Всього за кар'єру | Всього за кар'єру | Всього за кар'єру | 49        | 1         | 5     | 0     | 5         | 0         | 0     | 0    | 59     | 1      |        |

1. ↑  Матчі в Лізі конференцій УЄФА